# Andriivka, Mîronivka
Andriivka (în ucraineană Андріївка) este un sat în comuna Țentralne din raionul Mîronivka, regiunea Kiev, Ucraina.

## Demografie
Componența lingvistică a localității Andriivka
     Ucraineană (95,69%)
     Rusă (4,31%)
Conform recensământului din 2001, majoritatea populației localității Andriivka era vorbitoare de ucraineană (95,69%), existând în minoritate și vorbitori de rusă (4,31%).